# Iglesia de San Clemente (Huidobro)
La iglesia de San Clemente es una antigua iglesia situada en Huidobro en la que se manifiesta ricamente el estilo decorativo del románico burgalés. Se trata de un templo del siglo XII edificado con sillería caliza y planta original románica, con nave única dividida y ábside semicircular, a la que se añadieron quizá en el siglo XVI, dos capillas prismáticas perpendiculares formando una cruz griega, y una torre a occidente con husillo de acceso. 
La portada es tardogótica, de medio punto, con cuatro arquivoltas labradas con motivos ornamentales y apoyadas sobre capiteles igualmente decorados. El ábside está dividido en tres calles por dos semicolumnas. En el segmento central se abre una ventana abocinada con guardapolvos ajedrezado y dos arquivoltas, estilo que se repite en otras ventanas. Destaca el excelente trabajo escultórico de los maestros canteros en capiteles y canecillo, que representan a sirenas, grifos, arpías, cabezas masculinas, mascarones, rabelistas, acróbatas, etcétera.
Del mobiliario interior sólo se conserva un hermoso retablo de madera policromada, con tres calles y la efigie del papa Clemente en el encasamento central. Fue trasladado al Museo del Retablo de Burgos.
En 2013 la asociación Amigos del Románico se dispuso a solicitar la inclusión de esta templo en el catálogo de Bienes de Interés Cultural, tras comprobar el estado de ruina progresiva en la que se encontraba el edificio y que hacía peligrar el ábside, uno de los elementos más valiosos de San Clemente. En palabras del historiador José Manuel Rodríguez Montañés.

sólo la solidez de su fábrica ha permitido que los largos años que permanece con la sobrecubierta arruinada no hayan sido capaces de hundir sus bóvedas.
José Manuel Rodríguez Montañés

La iglesia está cerrada al culto y en la localidad de Huidobro quedaban censadas en 2013 únicamente 5 personas.
Actualmente el tejado está hecho nuevo